# 戸田村 (岐阜県)
戸田村（とだむら）は、かつて岐阜県山県郡にあった村である。
現在の関市戸田に該当する。

## 歴史
- 1889年（明治22年）7月1日 - 町村制により、戸田村が発足。
- 1897年（明治30年）4月1日 - 山県郡側島村、武儀郡小金田村字保明組、稲葉郡芥見村字島崎と合併し、保戸島村が発足。同日戸田村は廃止。